# Jason Thompson (baseballista)
Jason Dolph Thompson (ur. 6 lipca 1954) – amerykański baseballista występujący na pozycji pierwszobazowego. Trzykrotny uczestnik Meczu Gwiazd.
| Nagroda/wyróżnienie | Lata             | Źródło |
| 3× All-Star         | 1977, 1978, 1982 | [ 1 ]  |